# Triammatus subinermis
Triammatus subinermis är en skalbaggsart som beskrevs av Stefan von Breuning 1955. Triammatus subinermis ingår i släktet Triammatus och familjen långhorningar. Inga underarter finns listade i Catalogue of Life.